# Os Avassaladores
Os Avassaladores é um grupo musical de funk carioca, composto pelo vocalista Victor Hugo Vieira Souza, mais conhecido Vitinho, e que alcançou o sucesso com hit da internet "Sou Foda". Outros integrantes do grupo são Nego, BR, Salgueirinho DJ, Nenzinho e Pedrinho .

## História
O grupo foi formado em 2007 através de uma seleção de vários grupos Na Comunidade  Vigário Geral, no Rio de Janeiro. Como moravam na mesma comunidade e cresceram juntos, todos já se conheciam eram "Rivais" do grupo também formado na comunidade Os 'Moreninhos' e dançavam na festa do Lost Casa de festa em Vigário Geral aos sábados.

### Sucesso
O sucesso surgiu através da postagem do video "Sou Foda" no Youtube, que também foi impulsionado pelo humorista Rafinha Bastos, que divulgou música "Sou Foda" (Eu sou sinistro) e consequentemente o grupo. O videoclipe de "Sou Foda" foi dirigido por Warcelo Lima e se tornou fenomêno na internet com mais de 15 milhões de acessos no Youtube e dezenas de versões entre o ano de 2010 e 2011, uma delas tendo repercussão pela dupla sertaneja Carlos & Jader. 
A música com batidas do funk, letra repetitiva, palavras de baixo calão e grande ego, foi feita para ser sensual, mas acabou ficando engraçada, sendo este o fator principal para o sucesso da música e do video. A música tem uma outra versão com o nome "Sou Brabo" a fim de passar pelo crivo de rádios e imprensa. O grupo hoje realiza vários shows e chegou até aparecer em programas de tv como RJTV e Caldeirão do Huck  da Rede Globo, além de serem referenciados em  programas como CQC da Band e Legendários da Rede Record.
O grupo diz não fazer com as mulheres o que retratam suas músicas.

## Prêmios e indicações
O grupo foi o vencedor do MTV Video Music Brasil 2011 na categoria Webhit.